# Saison 2018-2019 de la Berrichonne de Châteauroux
 (octobre 2018).
Si vous disposez d'ouvrages ou d'articles de référence ou si vous connaissez des sites web de qualité traitant du thème abordé ici, merci de compléter l'article en donnant les références utiles à sa vérifiabilité et en les liant à la section « Notes et références ».
Chronologie
Saison précédente Saison suivante
La saison 2018-2019 du LB Châteauroux, club de football français, voit le club évoluer en Ligue 2.

## Résumé de la saison
- Le club termine à la 11e place du championnat.
- Saison sans grands coups d'éclat. En Coupe de France, le club termine en 1/32e de finale et en Coupe de la Ligue, le club termine au 2e tour.
- Jean-Luc Vasseur commence la saison et est remplacé par Nicolas Usaï en cours de saison.

### Championnat

#### Matchs allers
| Date       | N o | Adversaire             | Lieu | Résultat | Buteurs pour Châteauroux   | Points | Classement |
| ---------- | --- | ---------------------- | ---- | -------- | -------------------------- | ------ | ---------- |
| 27/07/2018 | J01 | Clermont Foot 63       | Ext. | 0 - 0    | -                          | 1      | 10         |
| 06/08/2018 | J02 | FC Lorient             | Dom. | 1 - 2    | Bourillon 79e              | 1      | 14         |
| 10/08/2018 | J03 | Valenciennes FC        | Ext. | 1 - 1    | Barthelmé 87e              | 2      | 16         |
| 17/08/2018 | J04 | Red Star FC            | Dom. | 1 - 1    | Bourillon 80e (pen.)       | 3      | 14         |
| 24/08/2018 | J05 | Grenoble Foot 38       | Ext. | 0 - 0    | -                          | 4      | 15         |
| 31/08/2018 | J06 | AS Nancy-Lorraine      | Dom. | 1 - 0    | Merghem 36e                | 7      | 13         |
| 14/09/2018 | J07 | US Orléans             | Ext. | 2 - 0    | -                          | 7      | 13         |
| 21/09/2018 | J08 | AS Béziers             | Dom. | 2 - 0    | Sanganté 41e, Tounkara 64e | 10     | 12         |
| 28/09/2018 | J09 | Stade brestois 29      | Ext. | 5 - 1    | Boukari 35e                | 10     | 15         |
| 05/10/2018 | J10 | ESTAC Troyes           | Dom. | 0 - 3    | -                          | 10     | 16         |
| 19/10/2018 | J11 | Paris FC               | Ext. | 0 - 0    | -                          | 11     | 16         |
| 26/10/2018 | J12 | AC Ajaccio             | Dom. | 2 - 2    | Yamga 6e, Tounkara 70e     | 12     | 15         |
| 03/11/2018 | J13 | RC Lens                | Ext. | 0 - 1    | Mandanne 65e               | 15     | 12         |
| 09/11/2018 | J14 | FC Metz                | Dom. | 1 - 2    | Tounkara 11e               | 15     | 14         |
| 23/11/2018 | J15 | Chamois niortais FC    | Ext. | 0 - 1    | Mandanne 61e               | 18     | 13         |
| 30/11/2018 | J16 | FC Sochaux-Montbéliard | Dom. | 1 - 0    | Sissako 54e                | 21     | 12         |
| 04/12/2018 | J17 | Le Havre AC            | Ext. | 2 - 1    | Sanganté 44e               | 21     | 12         |
| 14/12/2018 | J18 | AJ Auxerre             | Dom. | 0 - 0    | -                          | 22     | 12         |
| 21/12/2018 | J19 | Gazélec FC Ajaccio     | Dom. | 0 - 1    | -                          | 22     | 13         |

#### Matchs retours
| Date       | N o | Adversaire             | Lieu | Résultat | Buteurs pour Châteauroux                         | Points | Classement |
| ---------- | --- | ---------------------- | ---- | -------- | ------------------------------------------------ | ------ | ---------- |
| 11/01/2019 | J20 | FC Lorient             | Ext. | 2 - 1    | Bourillon 73e                                    | 22     | 14         |
| 18/01/2019 | J21 | Valenciennes FC        | Dom. | 1 - 1    | Livolant 72e                                     | 23     | 15         |
| 25/01/2019 | J22 | Red Star FC            | Ext. | 1 - 3    | Bourillon 44e, Fantamady Diarra 56e, Boukari 79e | 26     | 14         |
| 01/02/2019 | J23 | Grenoble Foot 38       | Dom. | 2 - 2    | Raineau 20e, Boukari 59e                         | 27     | 13         |
| 08/02/2019 | J24 | AS Nancy-Lorraine      | Ext. | 0 - 1    | Boukari 54e                                      | 30     | 13         |
| 15/02/2019 | J25 | US Orléans             | Dom. | 1 - 2    | Sissako 76e                                      | 30     | 14         |
| 22/02/2019 | J26 | AS Béziers             | Ext. | 1 - 1    | Barthelmé 82e                                    | 31     | 14         |
| 01/03/2019 | J27 | Stade brestois 29      | Dom. | 2 - 2    | Tounkara 29e, Bourillon 71e                      | 32     | 14         |
| 08/03/2019 | J28 | ESTAC Troyes           | Ext. | 1 - 0    | -                                                | 32     | 15         |
| 15/03/2019 | J29 | Paris FC               | Dom. | 0 - 1    | -                                                | 32     | 15         |
| 29/03/2019 | J30 | AC Ajaccio             | Ext. | 1 - 1    | Alhadhur 90+4e                                   | 33     | 16         |
| 08/04/2019 | J31 | RC Lens                | Dom. | 0 - 0    | -                                                | 34     | 16         |
| 12/04/2019 | J32 | FC Metz                | Ext. | 2 - 1    | Fantamady Diarra 88e                             | 34     | 16         |
| 19/04/2019 | J33 | Chamois niortais FC    | Dom. | 2 - 1    | Bourillon 55e, Mandanne 60e                      | 37     | 14         |
| 23/04/2019 | J34 | FC Sochaux-Montbéliard | Ext. | 0 - 0    | -                                                | 38     | 14         |
| 26/04/2019 | J35 | Le Havre AC            | Dom. | 1 - 0    | Chouaref 47e                                     | 41     | 12         |
| 03/05/2019 | J36 | AJ Auxerre             | Ext. | 1 - 2    | Barthelmé 36e, Chevreuil 90+4e                   | 44     | 12         |
| 10/05/2019 | J37 | Gazélec FC Ajaccio     | Ext. | 1 - 2    | Bourillon 37e (pen.) 66e (pen.)                  | 47     | 11         |
| 17/05/2019 | J38 | Clermont Foot 63       | Dom. | 2 - 2    | Iglesias 28e, Berthomier 90+3e                   | 48     | 11         |

### Coupe de France
| Date     | N o           | Adversaire           | Lieu | Résultat | Buteurs pour Châteauroux                  |
| -------- | ------------- | -------------------- | ---- | -------- | ----------------------------------------- |
| 17/11/18 | 7e tour       | Vendée Fontenay Foot | Ext. | 2 - 3    | Livolant 15e · Bourillon 33e · M'Boné 58e |
| 08/12/18 | 8e tour       | Pau FC               | Dom. | 4 - 0    | Barthelmé 23e 54e 77e · Livolant 67e      |
| 04/01/19 | 32e de finale | FC Nantes            | Ext. | 4 - 1    | Sangante 13e                              |

### Coupe de la ligue
| Date       | N o      | Adversaire          | Lieu | Résultat | Buteurs pour Châteauroux |
| ---------- | -------- | ------------------- | ---- | -------- | ------------------------ |
| 14/08/2018 | 1er tour | Chamois niortais FC | Dom. | 1 - 0    | Livolant 25e             |
| 28/08/2018 | 2e tour  | AJ Auxerre          | Ext. | 2 - 1    | Fantamady Diarra 22e     |